# Hugo Weber (Politiker, 1889)
Max Hugo Weber (* 7. Dezember 1889 in Brand bei Zwickau; † 14. November 1975 in München) war ein deutscher Volkswirt und Politiker (Wirtschaftspartei, DNVP). Er war von 1926 bis 1933 Mitglied des Sächsischen Landtages und von 1927 bis 1930 Finanzminister des Freistaats Sachsen.

## Leben
Hugo Weber arbeitete ab 1914 als Gewerbeschulleiter in Zschopau. Er wurde 1918 Handwerkssyndikus und Direktor der Gewerbebank Zschopau und war seit 1919 als Syndikus beim Landesausschuss des sächsischen Handwerks in Dresden tätig. Daneben nahm er ein Studium auf, das er 1923 mit der Diplomprüfung als Volkswirt R.D.V. (Reichsverband der Deutschen Volkswirte) beendete. Außerdem promovierte er zum Dr. rer pol. Des Weiteren war er Vorstandsmitglied des Landesausschusses des sächsischen Handwerks und der Landesgewerbebank.
Weber, der sich in der Weimarer Republik der Reichspartei des deutschen Mittelstandes (Wirtschaftspartei) angeschlossen hatte, war von 1926 bis 1933 Mitglied des Sächsischen Landtages. Vom 13. Januar 1927 bis zum 18. Februar 1930 amtierte er als Finanzminister in den von den Ministerpräsidenten Max Heldt und Wilhelm Bünger geführten Regierungen des Freistaates Sachsen.  Als solcher war er gleichzeitig Bevollmächtigter Sachsens zum Reichsrat. Er wurde am 5. September 1931 zum stellvertretenden Vorsitzenden der Wirtschaftspartei gewählt, trat aber bereits am 17. Oktober 1931 von diesem Amt zurück, da die Reichstagsfraktion seiner Partei die Politik Heinrich Brünings unterstützte. Am 5. Februar 1932 wechselte Weber zur Deutschnationalen Volkspartei (DNVP) über.

## Ehrungen
- Ehrensenator der Technischen Hochschule Dresden (1929)
- Ehrendoktorwürde (Dr.-Ing. h. c.) der Bergakademie Freiberg (1930)[1]